# Bahnhof Shin-Fuji
Der Bahnhof Shin-Fuji (jap. 新富士駅, Shin-Fuji-eki) ist ein Bahnhof auf der japanischen Insel Honshū, betrieben von der Bahngesellschaft JR Central. Er befindet sich in der Präfektur Shizuoka auf dem Gebiet der Stadt Fuji und wird ausschließlich von Shinkansen-Zügen bedient.

## Beschreibung
Shin-Fuji ist ein viergleisiger Durchgangsbahnhof an der Schnellfahrstrecke Tōkaidō-Shinkansen. Er ist von Osten nach Westen ausgerichtet und befindet sich auf einem Viadukt, der südlich des Stadtzentrums eine Industrie- und Gewerbezone quert. Ebenerdige Eingänge gibt es sowohl auf der Nord- als auch auf der Südseite der Anlage, ebenso Parkplätze und Bushaltestellen. Läden und Restaurants sind vor allem auf der Nordseite zu finden. Als einziger Bahnhof an der Tōkaidō-Shinkansen ist Shin-Fuji nicht an eine andere Bahnlinie angebunden. Es besteht eine regelmäßige Busverbindung zum zwei Kilometer entfernten Bahnhof Fuji an der Tōkaidō-Hauptlinie.
Üblicherweise wird Shin-Fuji zweimal je Stunde und Richtung von Kodama-Zügen bedient, die an allen Zwischenstationen halten. Alle anderen Shinkansen-Züge durchfahren den Bahnhof ohne Halt auf den zwei inneren Gleisen. Auf diesen kann wegen der geradlinigen Streckenführung die volle Höchstgeschwindigkeit von 285 km/h ausgefahren werden. Es besteht Anschluss zu mehr als einem Dutzend Buslinien der Gesellschaften Fujikyū Shizuoka Bus und Fujikyū Yamanashi Bus. Eine touristisch bedeutende Schnellbuslinie führt zur fünften Station am Südhang des Vulkans Fuji.
Im Jahr 2016 nutzten täglich durchschnittlich 4744 Fahrgäste den Bahnhof.

## Bilder

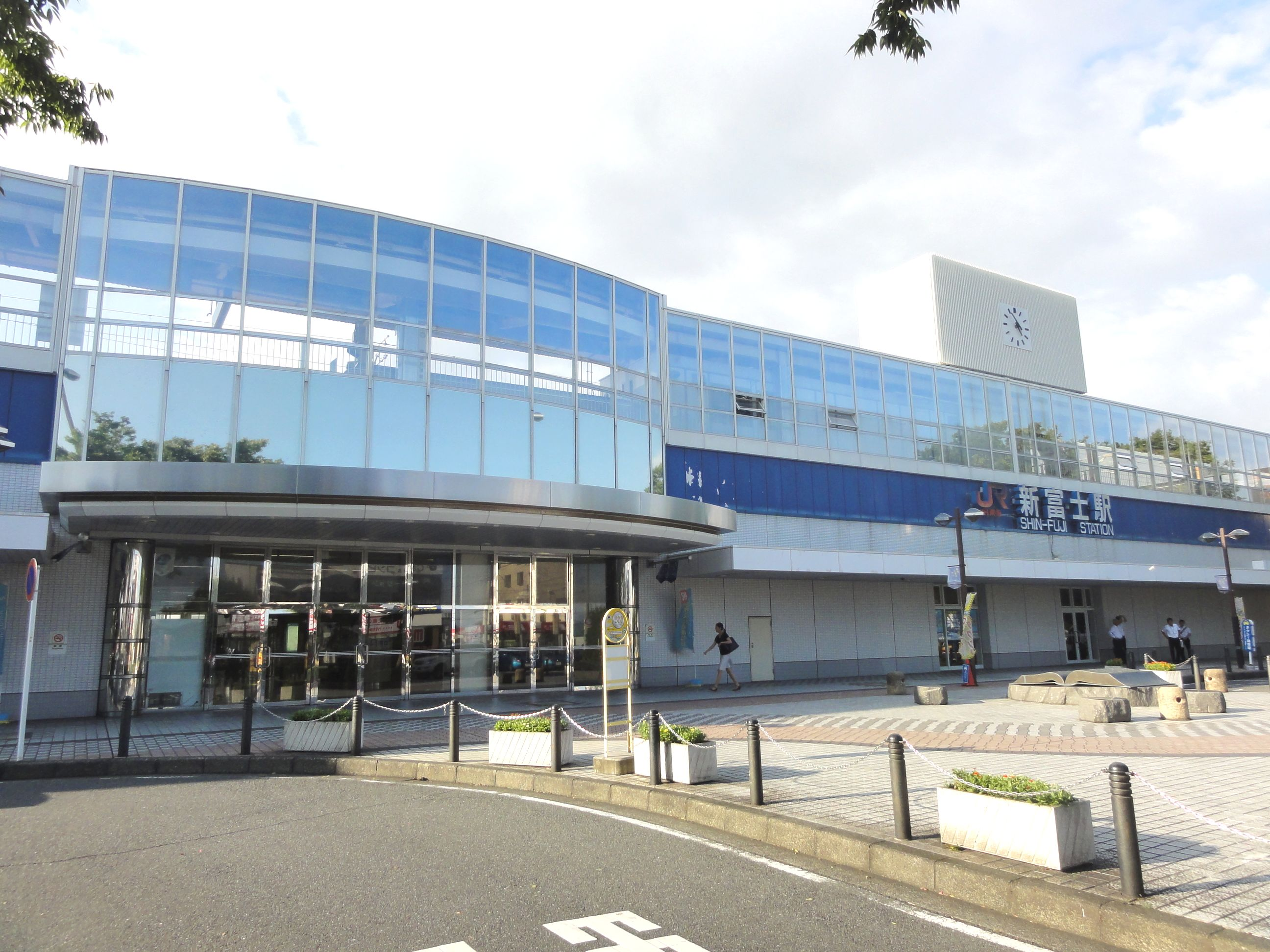
Haupteingang
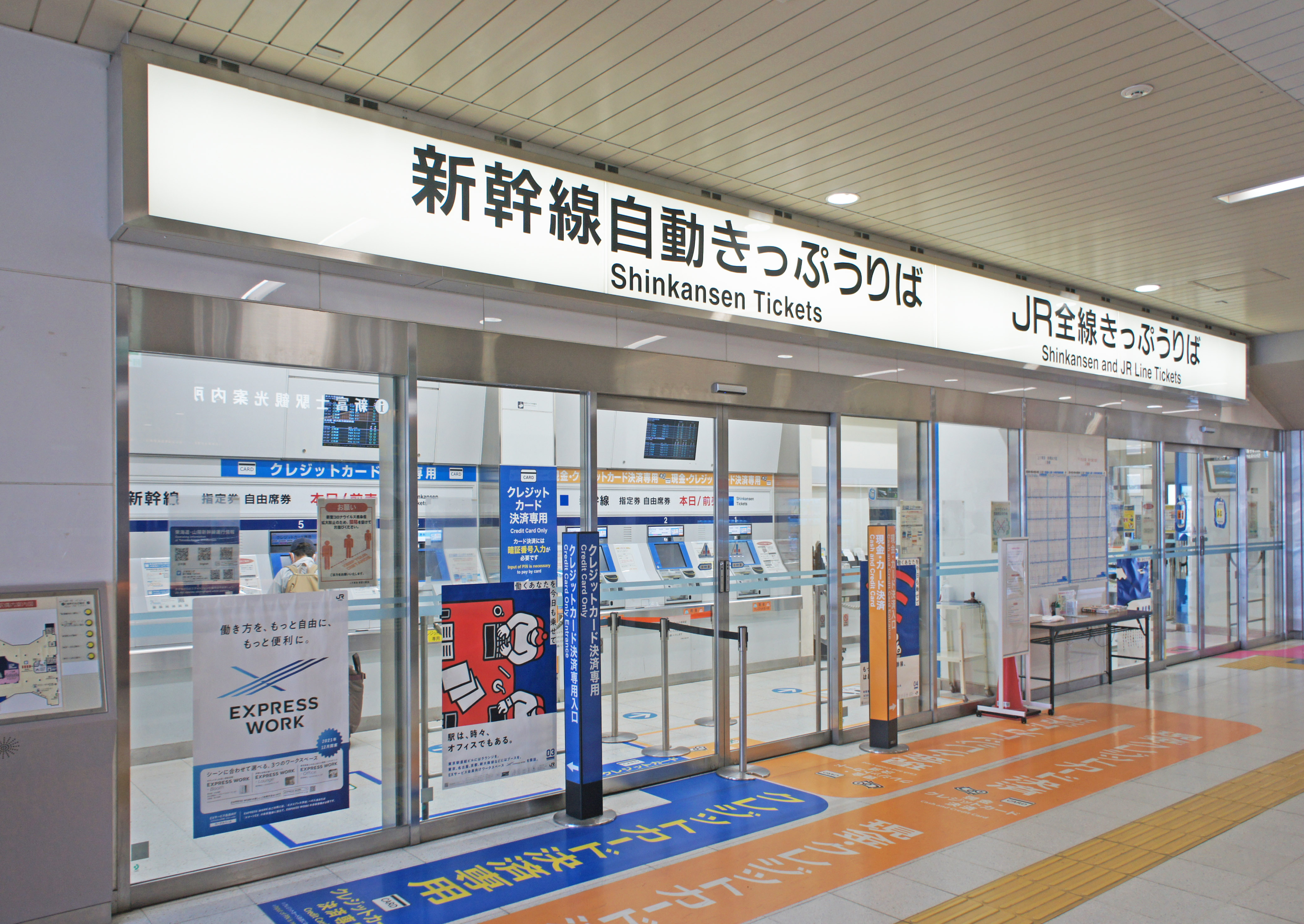
Verkaufsbüro
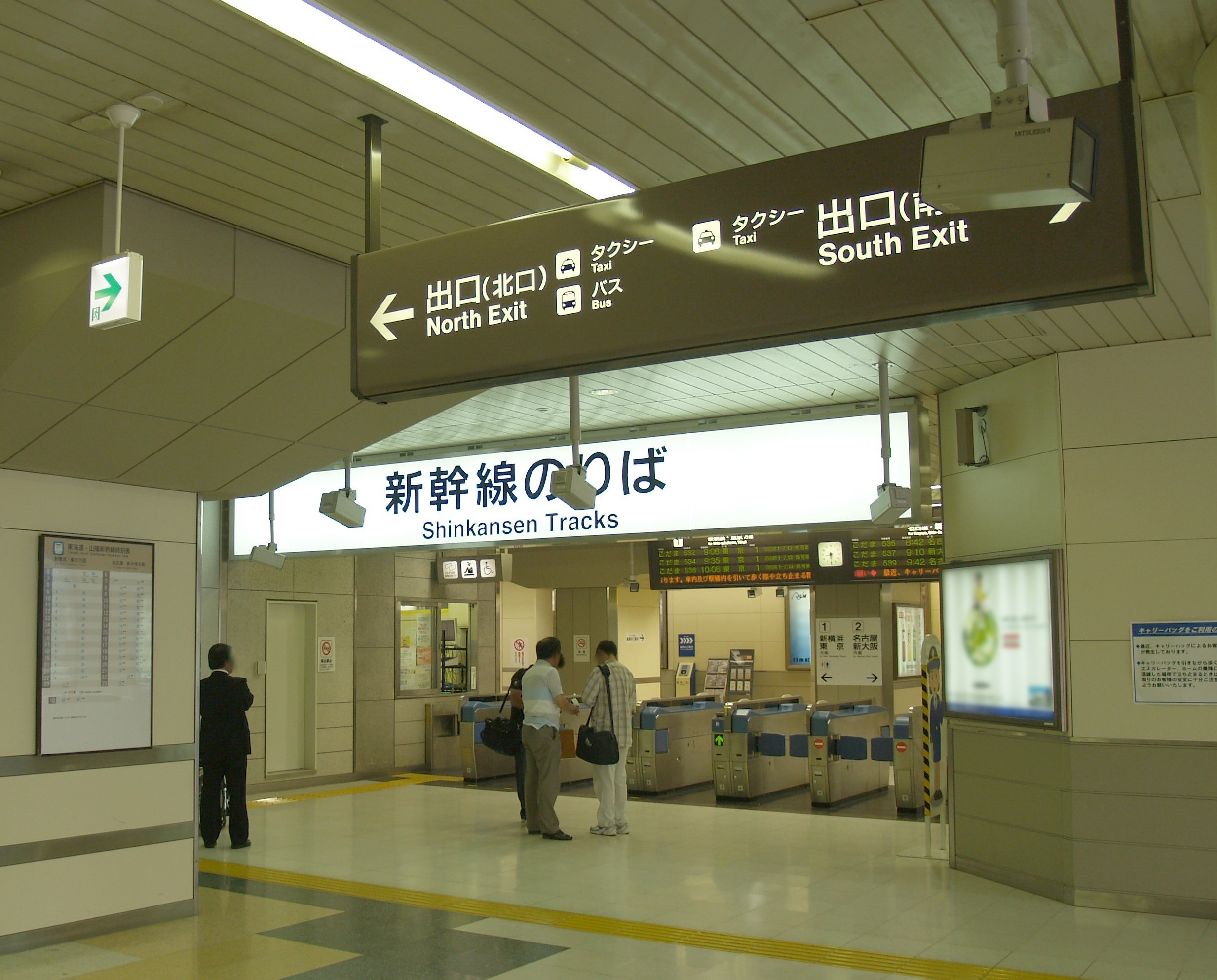
Bahnsteigsperre
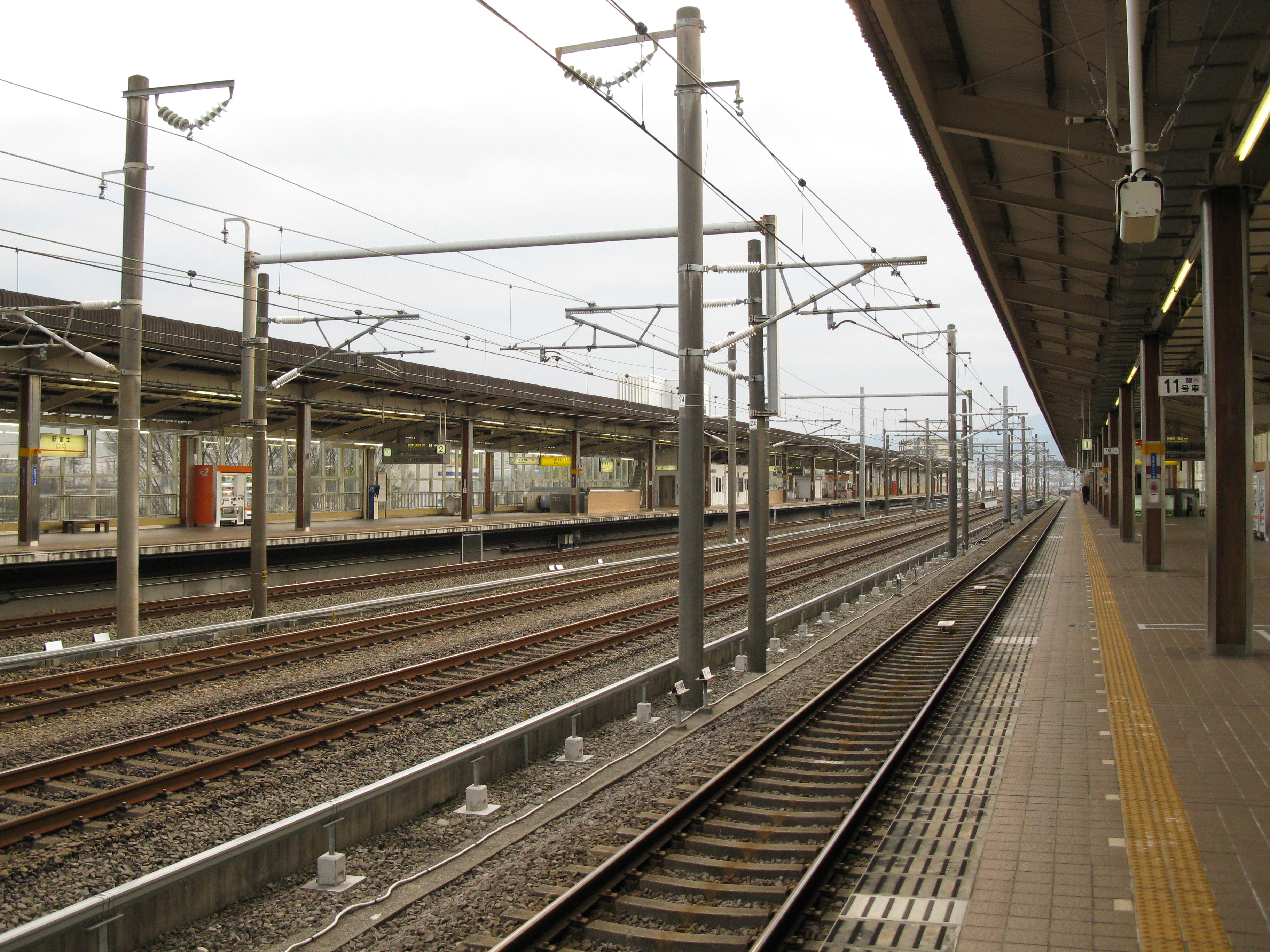
Bahnsteige und Gleise
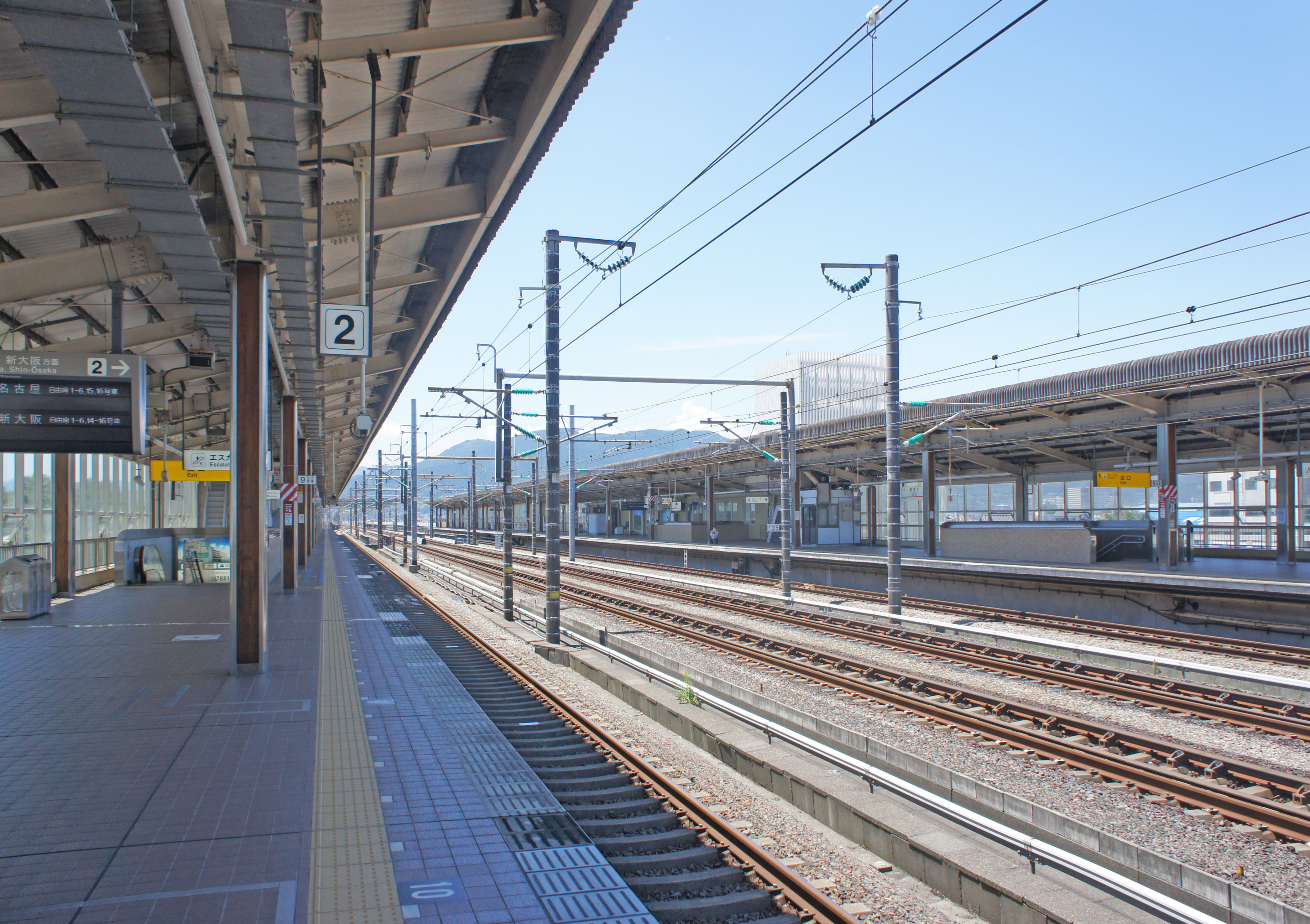
Bahnsteige (Juli 2022)

## Gleise
| 1 | ▉ Tōkaidō-Shinkansen | Shin-Yokohama • Tokio |
| 2 | ▉ Tōkaidō-Shinkansen | Nagoya • Shin-Osaka   |

## Linien
| Verlauf der Tōkaidō-Shinkansen |
| --- |
| Tokyo • Shinagawa • Shin-Yokohama • Odawara • Atami • Mishima • Shin-Fuji • Shizuoka • Kakegawa • Hamamatsu • Toyohashi • Mikawa-Anjō • Nagoya • Gifu-Hashima • Maibara • Kyōto • Shin-Osaka |

## Geschichte
Nach der Eröffnung der Tōkaidō-Shinkansen im Jahr 1964 gab es in Fuji keinen Bahnhof für Hochgeschwindigkeitszüge. Erste Projekte dafür wurden 1970 diskutiert und im Dezember 1971 bildete sich ein Unterstützungskomitee mit Vertretern der Stadt und umliegender Gemeinden. Daraufhin verstrich jedoch ein Jahrzehnt ohne konkretes Ergebnis. Mehr Erfolg hatte ein 1981 gegründetes Komitee, dem auch regionale Wirtschaftsvertreter angehörten. Es überzeugte die Japanische Staatsbahn von der Nützlichkeit eines neuen Bahnhofs und am 18. November 1984 genehmigte die Stadt Fuji die Baupläne. Der Spatenstich fand am 4. August 1985 statt, die eigentlichen Bauarbeiten begannen am 1. September desselben Jahres. Als Folge der Staatsbahnprivatisierung am 1. April 1987 übernahm die neue Gesellschaft JR Central die betriebliche Verantwortung. Schließlich konnte der Bahnhof Shin-Fuji am 13. März 1988 eröffnet werden.
Die Baukosten betrugen 13.286,52 Milliarden Yen, wovon die Stadt Fuji knapp die Hälfte und die Präfektur Shizuoka etwas mehr als einen Fünftel trugen; der Rest entfiel auf Beiträge von Unternehmen, Organisationen, Privatpersonen und umliegenden Gemeinden. In den ersten zwei Jahren war die Nutzung des Bahnhofs überdurchschnittlich hoch. Grund dafür waren Pilgerreisen der buddhistischen Laienbewegung Sōka Gakkai zum nahe gelegenen Taiseki-ji, dem Haupttempel der Nichiren-Shōshū-Schule. Sowohl der Tempel auch als die Bewegung hatten namhafte finanzielle Beiträge zum Bau des Bahnhofs geleistet. 1991 wurde Sōka Gakkai aus der Nichiren-Shōshū ausgeschlossen, woraufhin die Zahl der Pilgerreisen markant zurückging. Dies wiederum führte zu einem Rückgang der Nutzerzahlen des Bahnhofs um etwa einen Fünftel.